# Anoplolepis

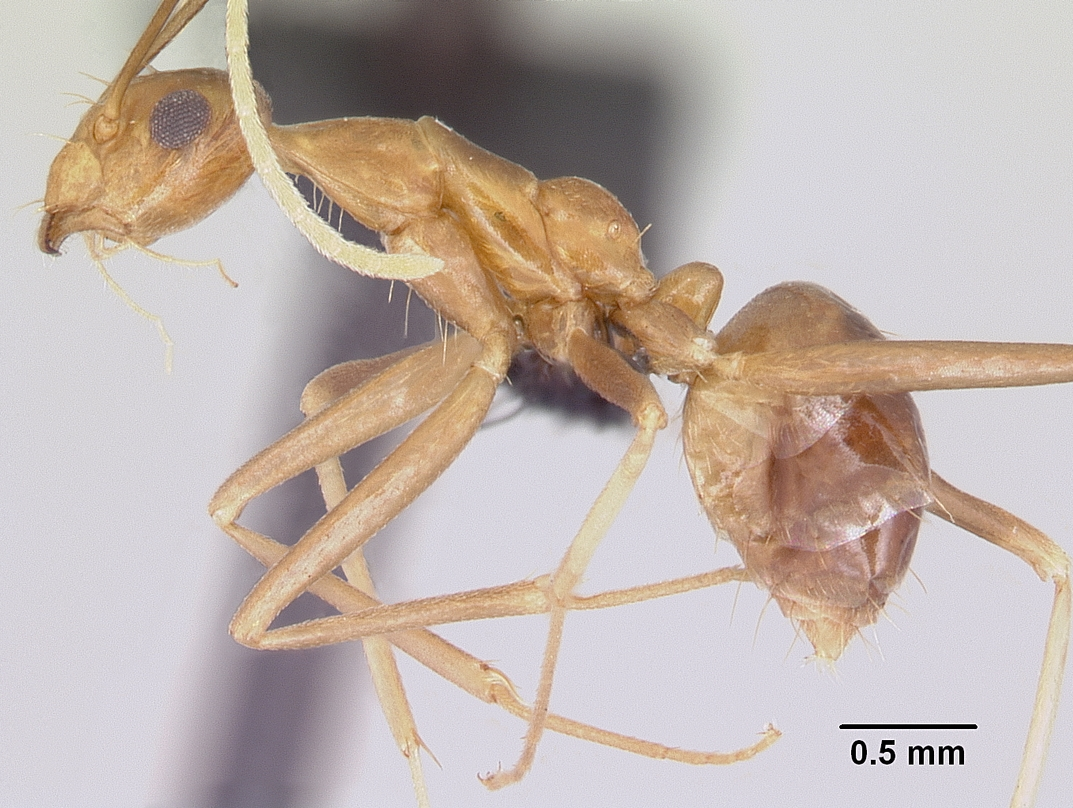
Anoplolepis gracilipes

Anoplolepis (лат.) — род муравьёв подсемейства формицины (Formicinae, Lasiini). Юго-Восточная Азия, Австралия, Океания, Афротропика. Около 20 видов.

## Описание
Мелкие земляные муравьи желтовато-коричневого цвета. Заднегрудка округлая без проподеальных шипиков. Усики длинные, у самок и рабочих 11-члениковые (у самцов антенны состоят из 12 сегментов). Жвалы рабочих с 6-9 зубцами. Нижнечелюстные щупики 6-члениковые, нижнегубные щупики состоят из 4 сегментов. Голени средних и задних ног с одной апикальной шпорой.
Стебелёк между грудкой и брюшком состоит из одного сегмента (петиоль)
.
Вид Anoplolepis gracilipes известен как жёлтый сумасшедший муравей, или как длинноногий, или мальдивский муравей, включён в перечень 100 самых разрушительных вредителей в мире. Он наряду с красным огненным муравьём (Solenopsis invicta), большеголовым муравьём (Pheidole megacephala), малым огненным муравьём (Wasmannia auropunctata) и аргентинским муравьём (Linepithema humile), является одним из пяти наиболее опасных видов интродуцированных муравьёв, известных инвазивным поведением и разрушительными экологическими эффектами.
В 2022 году вид Paratrechina kohli перенесён в состав рода Anoplolepis (под новым именем A. kohli).
- Anoplolepis bothae (Forel, 1907)
- Anoplolepis candida Santschi, 1928
- Anoplolepis carinata (Emery, 1899)
- Anoplolepis custodiens  (Smith, 1858)
- Anoplolepis deceptor  (Arnold, 1922)
- Anoplolepis decolor  (Emery, 1895)
- Anoplolepis fallax  (Mayr, 1865)
- Anoplolepis gracilipes  (Smith, 1857)
- Anoplolepis litoralis  Arnold, 1958
- Anoplolepis macgregori  (Arnold, 1922)
- Anoplolepis macrophthalma  Arnold, 1962
- Anoplolepis mediterranea  (Mayr, 1866)
- Anoplolepis melanaria  (Arnold, 1922)
- Anoplolepis nuptialis  (Santschi, 1917)
- Anoplolepis opaciventris  (Emery, 1899)
- Anoplolepis pernix  (Viehmeyer, 1923)
- Anoplolepis rufescens  (Santschi, 1917)
- Anoplolepis simulans  (Santschi, 1908)
- Anoplolepis steingroeveri  (Forel, 1894)
- Anoplolepis tenella  (Santschi, 1911)
- Anoplolepis trimenii  (Forel, 1895)
- Anoplolepis tumidula  (Emery, 1915)